# Петар Петковић
Петар Петковић (Зајечар, 12. јул 1980) српски је политичар. Петковић тренутно обавља функцију директора Канцеларије за Косово и Метохију од 8. октобра 2020. Раније је био помоћник директора ове канцеларије и народни посланик Скупштине Србије. Био је члан Демократске странке Србије (ДСС) док се није придружио Српској напредној странци (СНС).

## Биографија
Завршио је Православни богословски факултет Универзитета у Београду и Дипломатску академију Министарства спољних послова Републике Србије. Постдипломске студије завршио је на Факултету политичких наука у Београду на Одељењу за међународне студије и магистрирао.
Петковић је био саветник у кабинету премијера Србије Војислава Коштунице од 2007. до 2008.
После парламентарних избора 2012. године изабран је за посланика на листи Демократске странке Србије.
Октобра 2014. Петковић је напустио ДСС само дан након што је странку напустио њен оснивач и дугогодишњи лидер Војислав Коштуница. У међувремену се придружио Српској напредној странци и постао члан Главног одбора странке.
Био је помоћник директора Канцеларије за Косово и Метохију од априла 2016. до октобра 2020. године, када је на месту директора заменио Марка Ђурића који је именован за новог амбасадора Србије у Сједињеним Америчким Државама.

### Приватни живот
Петковић говори енглески језик и служи се руским језиком. Ожењен је супругом Надицом, отац је двоје деце.